# Кормові культури
Кормові́ культу́ри — рослини (одно і багаторічні), що вирощуються на корм сільськогосподарським тваринам: кормові трави, коренеплоди і бульби, зернофуражні, баштанові, силосні та інші культури.
До кормових культур належать: грястиця, райграс пасовищний, райграс багатоквітковий, вівсяниця висока, люцерна, конюшина червонувата, кукурудза, біб кінський  і ін.